# Новий фламандський альянс
Новий фламандський альянс (нід. Nieuw-Vlaamse Alliantie; N-VA) — політична партія в Бельгії, що діє у Фламандському співтоваристві. Ідеологія партії заснована на ідеях поміркованого консерватизму і фламандського націоналізму аж до відділення Фландрії від Бельгії. Партія також підтримує ідеї євроінтеграції та бере участь у роботі Європейському вільному альянсі, що представляє національні меншини різних країн Євросоюзу.

## Історія
Партія утворилася в результаті розколу фламандської націоналістичної партії Народний союз, що існувала з 1954 року. Представники лівого крила утворили партію SPIRIT (Sociaal, Progressief, Internationaal, Regionalistisch, Integraal-democratisch, Toekomstgericht); потім партія була перейменована в Соціально-ліберальну партію, а вона, в свою чергу, взяла курс на злиття з партією Зелені!. У НФА перейшли представники правого крила партії.
У 2003 році партія взяла участь у парламентських виборах, на яких їй вдалося зібрати 201 399 (3,1 %) голосів і отримати одне місце в Палаті представників. На виборах 2007 року партія виступила в союзі з партією Християнські демократи і фламандці. Трьома роками раніше партія взяла участь у виборах до Європарламенту 2004 року в складі того ж союзу і отримала 1 місце в Європарламенті (ХДіФ отримали 3 місця). На виборах в Європарламент 2009 року партія виступала самостійно і отримала 402 545 (9,88 % під Фламандському співтоваристві) голосів і 1 депутатський мандат. У 2009 році партія також взяла участь у регіональних виборах і отримала 16 з 124 місць у Фламандському парламенті і 1 місце з 89 у Брюссельському регіональному парламенті.
Партія була одним з фаворитів парламентських виборів 13 червня 2010 — за даними останніх передвиборчих опитувань, вона могла розраховувати на 26 % голосів виборців Фламандського співтовариства. На самих виборах партія отримала 1 102 160 (17,29 %) голосів і 27 на виборах до Палати представників і 1 268 894 (19,61 %) голосів і 9 місць на виборах в Сенат.